# Liga Profesional Femenina de Fútbol 2025 (Colombia)
La Liga Profesional Femenina 2025 (oficialmente y por motivos de patrocinio, Liga Femenina BetPlay Dimayor 2025) es la novena (9ª) edición de la Liga Profesional Femenina de Fútbol de Colombia. El torneo inició el 21 de febrero y está previsto para disputarse hasta el 7 de septiembre.
Los dos clubes que clasifiquen a la gran final obtendrán cupos para representar a Colombia en la Copa Libertadores Femenina 2025.

## Sistema de juego
El sistema de competición para esta temporada fue anunciado por la Dimayor el día 29 de enero de 2025, donde se confirmó que el torneo mantendría una primera fase de todos contra todos (con una fecha de clásicos) y una fase de cuadrangulares entre los ocho mejores equipos de la primera fase. La novedad principal para este año es la inclusión de una fase semifinal entre los cuadrangulares y la final, la cual será disputada por los equipos que ocupen los dos primeros puestos de cada cuadrangular a partidos de ida y vuelta. Los ganadores de las semifinales jugarán la final y clasificarán a la Copa Libertadores Femenina 2025.
|                            |                            | Sistema de juego | Cantidad de equipos | Fechas                       |
| -------------------------- | -------------------------- | --- | ------------------- | ---------------------------- |
| Fase I: Todos contra todos | Fase I: Todos contra todos | - Sistema de liga (solo partidos de ida + una fecha de clásicos) para un total de 16 jornadas.                                                                                 | 16 equipos          | 21 de febrero al 21 de junio |
| Fase II: Cuadrangulares    | Fase II: Cuadrangulares    | - Los 8 mejores equipos en la clasificación de la Fase I, distribuidos en dos grupos de cuatro equipos. Cada grupo jugará un formato de todos contra todos a ida y vuelta.     | 8 equipos           | 6 al 24 de agosto            |
| Fase III: Semifinales      | Fase III: Semifinales      | - Semifinales a ida y vuelta, enfrentando al primero del Grupo A contra el segundo del Grupo B (1A vs. 2B) y al primero del Grupo B contra el segundo del Grupo A (1B vs. 2A). | 4 equipos           | 27 al 31 de agosto           |
| Fase IV: Final             | Fase IV: Final             | - Los 2 equipos vencedores de la fase anterior juegan la final en partidos de ida y vuelta para definir el campeonato.                                                         | 2 equipos           | 3 y 7 de septiembre          |

## Equipos participantes

### Novedades
- Cúcuta Deportivo se ausentó tras su efímero retorno en el 2024.[5]
- Deportivo Pereira no jugó esta temporada tras 3 temporadas consecutivas.[6]
- Llaneros no participó por primera vez en su historia tras la fundación de su rama femenina en 2020.[6]
- Volvió Orsomarso después de 2 temporadas sin jugar, en esta ocasión haciendo de local en el municipio de Yumbo, al igual que su rama masculina.[7]
- Once Caldas hizo su primera aparición desde 2019 debido a la participación del equipo masculino en la Copa Sudamericana 2025.[8]
- Volvió Fortaleza CEIF, quien no jugaba desde 2022. Este regreso se dio debido a la participación del equipo juvenil masculino en la Copa Libertadores Sub-20 de 2025.[9]
- Volvió Atlético Bucaramanga, tras una temporada de ausencia, debido a la participación del equipo masculino en la Copa Libertadores 2025.[10]
- Alianza FC mudó su localía de Yumbo al municipio de Agustín Codazzi.[11]
- Deportes Tolima continuó su asociación con Real Santander por la participación de su equipo masculino en la Copa Libertadores 2025.[12]

### Datos de los clubes
| Equipo                 | Entrenador             | Ciudad          | Estadio                                             | Aforo         |
| ---------------------- | ---------------------- | --------------- | --------------------------------------------------- | ------------- |
| Alianza F. C.          | Jorge Espinel          | Agustín Codazzi | Farid Díaz Rhenals                                  | 2000          |
| América de Cali        | Carlos Hernández       | Cali            | Olímpico Pascual Guerrero                           | 37 899        |
| Atlético Bucaramanga   | Bairon Moreno          | Floridablanca   | Álvaro Gómez Hurtado                                | 12 000        |
| Atlético Nacional      | Jorge Mario Barreneche | Medellín        | Atanasio Girardot                                   | 46 000        |
| Deportivo Cali         | Jhon Alber Ortiz       | Cali            | Deportivo Cali                                      | 44 000        |
| Deportivo Pasto        | Javier Valencia        | Pasto           | Departamental Libertad                              | 18 000        |
| Fortaleza CEIF         | Jhon Angarita          | Bogotá          | Metropolitano de Techo Parque Estadio Olaya Herrera | 10 000 2500   |
| Independiente Medellín | Carlos Osorio          | Itagüí          | Metropolitano Ciudad de Itagüí                      | 12 000        |
| Internacional F. C.    | Germenson Arias        | Palmira         | Francisco Rivera Escobar                            | 15 300        |
| Junior                 | Sandra Narváez         | Barranquilla    | Metropolitano Roberto Meléndez                      | 46 692        |
| La Equidad             | Albeiro Erazo          | Bogotá          | Metropolitano de Techo                              | 10 000        |
| Millonarios            | Angie Vega             | Bogotá          | Nemesio Camacho El Campín Metropolitano de Techo    | 36 343 10 000 |
| Once Caldas            | Julio Cesar Ocampo     | Manizales       | Palogrande                                          | 28 678        |
| Orsomarso              | Foad Maziri            | Yumbo           | Municipal Raúl Miranda                              | 3500          |
| Real Santander         | Expencer Uribe         | Piedecuesta     | Villa Concha                                        | 5500          |
| Santa Fe               | Omar Ramírez           | Bogotá          | Nemesio Camacho El Campín Metropolitano de Techo    | 36 343 10 000 |

#### Cambio de entrenadores
| Equipo               | Entrenador saliente | Fecha de salida    | Reemplazado por  | Fecha de llegada   |
| Temporada            | Temporada           | Temporada          | Temporada        | Temporada          |
| -------------------- | ------------------- | ------------------ | ---------------- | ------------------ |
| Atlético Bucaramanga | Eduardo Collado     | 3 de abril de 2025 | Bairon Moreno    | 7 de abril de 2025 |
| Junior               | Yinaris García      | 28 de mayo de 2025 | Sandra Narváez   | 28 de mayo de 2025 |
| América de Cali      | John Tierradentro   | 3 de julio de 2025 | Carlos Hernández | 4 de julio de 2025 |

### Localización
| Bogotá, D. C.   | 4 | Fortaleza CEIF, La Equidad, Millonarios y Santa Fe               | Junior Alianza América Bucaramanga Nacional Cali Pasto DIM Internacional Orsomarso Bogotá Real Santander Once Caldas Equipos de Bogotá: · Fortaleza CEIF · La Equidad · Millonarios · Santa Fe |
| Valle del Cauca | 4 | América de Cali, Deportivo Cali, Internacional F. C. y Orsomarso | Junior Alianza América Bucaramanga Nacional Cali Pasto DIM Internacional Orsomarso Bogotá Real Santander Once Caldas Equipos de Bogotá: · Fortaleza CEIF · La Equidad · Millonarios · Santa Fe |
| Antioquia       | 2 | Atlético Nacional e Independiente Medellín                       | Junior Alianza América Bucaramanga Nacional Cali Pasto DIM Internacional Orsomarso Bogotá Real Santander Once Caldas Equipos de Bogotá: · Fortaleza CEIF · La Equidad · Millonarios · Santa Fe |
| Santander       | 2 | Atlético Bucaramanga y Real Santander                            | Junior Alianza América Bucaramanga Nacional Cali Pasto DIM Internacional Orsomarso Bogotá Real Santander Once Caldas Equipos de Bogotá: · Fortaleza CEIF · La Equidad · Millonarios · Santa Fe |
| Atlántico       | 1 | Junior                                                           | Junior Alianza América Bucaramanga Nacional Cali Pasto DIM Internacional Orsomarso Bogotá Real Santander Once Caldas Equipos de Bogotá: · Fortaleza CEIF · La Equidad · Millonarios · Santa Fe |
| Caldas          | 1 | Once Caldas                                                      | Junior Alianza América Bucaramanga Nacional Cali Pasto DIM Internacional Orsomarso Bogotá Real Santander Once Caldas Equipos de Bogotá: · Fortaleza CEIF · La Equidad · Millonarios · Santa Fe |
| Cesar           | 1 | Alianza F. C.                                                    | Junior Alianza América Bucaramanga Nacional Cali Pasto DIM Internacional Orsomarso Bogotá Real Santander Once Caldas Equipos de Bogotá: · Fortaleza CEIF · La Equidad · Millonarios · Santa Fe |
| Nariño          | 1 | Deportivo Pasto                                                  | Junior Alianza América Bucaramanga Nacional Cali Pasto DIM Internacional Orsomarso Bogotá Real Santander Once Caldas Equipos de Bogotá: · Fortaleza CEIF · La Equidad · Millonarios · Santa Fe |

## Todos contra todos

### Clasificación
|                                           | Equipo                 | Puntos | PJ | PG | PE | PP | GF | GC | GFV | DG  |
| ----------------------------------------- | ---------------------- | ------ | -- | -- | -- | -- | -- | -- | --- | --- |
| 1                                         | Deportivo Cali         | 38     | 16 | 12 | 2  | 2  | 35 | 7  | 11  | 28  |
| 2                                         | Santa Fe               | 35     | 16 | 11 | 2  | 3  | 32 | 12 | 11  | 20  |
| 3                                         | Atlético Nacional      | 29     | 16 | 7  | 8  | 1  | 22 | 10 | 11  | 12  |
| 4                                         | Independiente Medellín | 29     | 16 | 9  | 2  | 5  | 24 | 14 | 9   | 10  |
| 5                                         | Internacional F. C.    | 27     | 16 | 8  | 3  | 5  | 19 | 18 | 6   | 1   |
| 6                                         | América de Cali        | 26     | 16 | 7  | 5  | 4  | 19 | 13 | 9   | 6   |
| 7                                         | Orsomarso              | 25     | 16 | 7  | 4  | 5  | 23 | 14 | 14  | 9   |
| 8                                         | Millonarios            | 24     | 16 | 6  | 6  | 4  | 25 | 20 | 10  | 5   |
| 9                                         | La Equidad             | 24     | 16 | 6  | 6  | 4  | 14 | 9  | 8   | 5   |
| 10                                        | Deportivo Pasto        | 23     | 16 | 6  | 5  | 5  | 21 | 17 | 9   | 4   |
| 11                                        | Junior                 | 14     | 16 | 3  | 5  | 8  | 21 | 37 | 7   | -16 |
| 12                                        | Real Santander         | 13     | 16 | 2  | 7  | 7  | 9  | 18 | 3   | -9  |
| 13                                        | Once Caldas            | 12     | 16 | 2  | 6  | 8  | 12 | 23 | 5   | -11 |
| 14                                        | Alianza F. C.          | 10     | 16 | 3  | 1  | 12 | 15 | 37 | 7   | -22 |
| 15                                        | Fortaleza CEIF         | 10     | 16 | 2  | 4  | 10 | 12 | 37 | 4   | -25 |
| 16                                        | Atlético Bucaramanga   | 9      | 16 | 1  | 6  | 9  | 5  | 22 | 3   | -17 |
| Fuente: Dimayor; actualización automática |                        |        |    |    |    |    |    |    |     |     |

     Cuadrangulares.

##### Evolución de la clasificación
| Deportivo Cali         | 1  | 5  | 7  | 3  | 3  | 2  | 1  | 2  | 3  | 2  | 3  | 3  | 2  | 1  | 1  | 1  |
| Santa Fe               | 2  | 2  | 2  | 2  | 2  | 3  | 3  | 3  | 1  | 1  | 1  | 1  | 1  | 2  | 2  | 2  |
| Atlético Nacional      | 11 | 4  | 6  | 4  | 5  | 4  | 4  | 6  | 6  | 6  | 4  | 4  | 6  | 3  | 3  | 3  |
| Independiente Medellín | 3  | 1  | 1  | 1  | 1  | 1  | 2  | 1  | 2  | 4  | 5  | 5  | 4  | 5  | 5  | 4  |
| Internacional F. C.    | 13 | 7  | 9  | 7  | 10 | 7  | 7  | 8  | 7  | 7  | 6  | 6  | 5  | 4  | 4  | 5  |
| América de Cali        | 9  | 6  | 4  | 6  | 6  | 9  | 6  | 4  | 4  | 3  | 2  | 2  | 3  | 6  | 6  | 6  |
| Orsomarso              | 4  | 3  | 3  | 5  | 7  | 10 | 10 | 7  | 8  | 8  | 8  | 8  | 7  | 7  | 7  | 7  |
| Millonarios            | 5  | 10 | 11 | 9  | 8  | 5  | 8  | 9  | 9  | 9  | 9  | 9  | 9  | 9  | 9  | 8  |
| La Equidad             | 7  | 12 | 12 | 12 | 9  | 6  | 5  | 5  | 5  | 5  | 7  | 7  | 8  | 8  | 8  | 9  |
| Deportivo Pasto        | 6  | 13 | 13 | 13 | 11 | 11 | 11 | 10 | 11 | 11 | 10 | 11 | 10 | 10 | 10 | 10 |
| Junior                 | 16 | 9  | 8  | 11 | 13 | 13 | 14 | 14 | 10 | 10 | 11 | 10 | 11 | 11 | 11 | 11 |
| Real Santander         | 8  | 11 | 5  | 10 | 12 | 12 | 13 | 13 | 14 | 14 | 14 | 15 | 14 | 14 | 13 | 12 |
| Once Caldas            | 15 | 15 | 14 | 14 | 15 | 14 | 12 | 12 | 13 | 13 | 13 | 12 | 12 | 12 | 12 | 13 |
| Alianza F. C.          | 14 | 8  | 10 | 8  | 4  | 8  | 9  | 11 | 12 | 12 | 12 | 13 | 13 | 13 | 14 | 14 |
| Fortaleza CEIF         | 12 | 16 | 16 | 16 | 16 | 16 | 16 | 16 | 16 | 16 | 16 | 16 | 16 | 16 | 16 | 15 |
| Atlético Bucaramanga   | 10 | 14 | 15 | 15 | 14 | 15 | 15 | 15 | 15 | 15 | 15 | 14 | 15 | 15 | 15 | 16 |

1. 1 2  El partido América de Cali vs. Deportivo Cali por la novena (9ª) fecha fue aplazado y se jugó el 12 de junio, días antes de la disputa de la decimoquinta (15ª) fecha.
2. 1 2  El partido Orsomarso vs. Deportivo Cali por la undécima (11ª) fecha fue aplazado y se jugó el 1 de junio, días antes de la disputa de la decimocuarta (14ª) fecha.
3. 1 2  El partido Santa Fe vs. Orsomarso por la séptima (7ª) fecha se jugó el 14 de abril, durante la disputa de la octava (8ª) fecha.
4. 1 2  El partido Atlético Nacional vs. Santa Fe por la octava (8ª) fecha fue aplazado y se jugó el 5 de junio, días antes de la disputa de la decimocuarta (14ª) fecha.
5. 1 2  El partido Atlético Bucaramanga vs. Atlético Nacional por la primera (1ª) fecha fue aplazado y se jugó el 11 de junio, días antes de la disputa de la decimoquinta (15ª) fecha.
6. 1 2  El partido América de Cali vs. Fortaleza CEIF por la primera (1ª) fecha fue aplazado y se jugó el 23 de abril, días antes de la disputa de la novena (9ª) fecha.
7. 1 2  El partido Once Caldas vs. Deportivo Pasto por la novena (9ª) fecha fue aplazado y se jugó el 31 de mayo, días antes de la disputa de la decimocuarta (14ª) fecha.

### Resultados
- La hora de cada encuentro corresponde al huso horario que rige a Colombia (UTC-5)

| La Equidad             | 0 : 0 | Real Santander      | Metropolitano de Techo         | 21 de febrero | 16:30 | YouTube Win Sports                  |
| Santa Fe               | 3 : 1 | Alianza F. C.       | Metropolitano de Techo         | 23 de febrero | 15:00 | YouTube Win Sports                  |
| Orsomarso              | 1 : 0 | Internacional F. C. | Municipal Raúl Miranda         | 23 de febrero | 15:00 | YouTube Win Sports                  |
| Once Caldas            | 1 : 3 | Deportivo Cali      | Palogrande                     | 23 de febrero | 16:00 | YouTube Win Sports                  |
| Independiente Medellín | 2 : 0 | Junior              | Metropolitano Ciudad de Itagüí | 23 de febrero | 17:00 | Win Sports                          |
| Deportivo Pasto        | 1 : 1 | Millonarios         | Departamental Libertad         | 25 de febrero | 16:30 | Señal Colombia y YouTube Win Sports |
| América de Cali        | 2 : 0 | Fortaleza CEIF      | Olímpico Pascual Guerrero      | 23 de abril   | 15:00 | YouTube Win Sports                  |
| Atlético Bucaramanga   | 0 : 4 | Atlético Nacional   | Álvaro Gómez Hurtado           | 11 de junio   | 15:00 | YouTube Win Sports                  |

| Deportivo Cali      | 0 : 1 | América de Cali        | Deportivo Cali                 | 1 de marzo | 17:45 | Win Sports                          |
| Real Santander      | 0 : 0 | Santa Fe               | Villa Concha                   | 2 de marzo | 15:30 | Señal Colombia y YouTube Win Sports |
| Fortaleza CEIF      | 1 : 5 | Independiente Medellín | Metropolitano de Techo         | 2 de marzo | 14:00 | YouTube Win Sports                  |
| Alianza F. C.       | 1 : 0 | La Equidad             | Municipal de Agustín Codazzi   | 2 de marzo | 15:50 | YouTube Win Sports                  |
| Internacional F. C. | 1 : 0 | Once Caldas            | Francisco Rivera Escobar       | 2 de marzo | 16:00 | YouTube Win Sports                  |
| Atlético Nacional   | 2 : 0 | Deportivo Pasto        | Atanasio Girardot              | 2 de marzo | 17:30 | YouTube Win Sports                  |
| Millonarios         | 1 : 1 | Orsomarso              | Nemesio Camacho El Campín      | 3 de marzo | 15:00 | YouTube Win Sports                  |
| Junior              | 1 : 0 | Atlético Bucaramanga   | Metropolitano Roberto Meléndez | 7 de marzo | 18:00 | YouTube Win Sports                  |

| La Equidad             | 0 : 0 | Deportivo Cali       | Metropolitano de Techo         | 8 de marzo  | 17:30 | Señal Colombia y YouTube Win Sports |
| Once Caldas            | 0 : 0 | Atlético Nacional    | Palogrande                     | 8 de marzo  | 19:30 | Win Sports                          |
| Orsomarso              | 2 : 0 | Fortaleza CEIF       | Municipal Raúl Miranda         | 9 de marzo  | 15:00 | YouTube Win Sports                  |
| Independiente Medellín | 1 : 0 | Millonarios          | Metropolitano Ciudad de Itagüí | 9 de marzo  | 15:00 | YouTube Win Sports                  |
| Real Santander         | 1 : 0 | Internacional F. C.  | Villa Concha                   | 9 de marzo  | 15:30 | YouTube Win Sports                  |
| América de Cali        | 3 : 0 | Alianza F. C.        | Olímpico Pascual Guerrero      | 9 de marzo  | 16:00 | YouTube Win Sports                  |
| Deportivo Pasto        | 1 : 1 | Junior               | Departamental Libertad         | 11 de marzo | 16:00 | YouTube Win Sports                  |
| Santa Fe               | 3 : 0 | Atlético Bucaramanga | Metropolitano de Techo         | 12 de marzo | 15:00 | YouTube Win Sports                  |

| Internacional F. C.  | 5 : 3 | Fortaleza CEIF         | Francisco Rivera Escobar     | 15 de marzo | 16:00 | YouTube Win Sports                  |
| Deportivo Cali       | 4 : 0 | Junior                 | Deportivo Cali               | 15 de marzo | 15:30 | YouTube Win Sports                  |
| Atlético Nacional    | 1 : 0 | Real Santander         | Atanasio Girardot            | 15 de marzo | 16:00 | YouTube Win Sports                  |
| Once Caldas          | 0 : 1 | Santa Fe               | Palogrande                   | 15 de marzo | 17:00 | YouTube Win Sports                  |
| Orsomarso            | 0 : 1 | Independiente Medellín | Municipal Raúl Miranda       | 15 de marzo | 18:30 | Win Sports                          |
| Atlético Bucaramanga | 0 : 0 | La Equidad             | Álvaro Gómez Hurtado         | 16 de marzo | 15:30 | YouTube Win Sports                  |
| Alianza F. C.        | 2 : 1 | Deportivo Pasto        | Municipal de Agustín Codazzi | 16 de marzo | 15:50 | YouTube Win Sports                  |
| Millonarios          | 1 : 0 | América de Cali        | Nemesio Camacho El Campín    | 16 de marzo | 17:00 | Señal Colombia y YouTube Win Sports |

| La Equidad             | 1 : 0 | Once Caldas          | Metropolitano de Techo         | 22 de marzo | 13:00 | YouTube Win Sports                  |
| Real Santander         | 0 : 2 | Deportivo Pasto      | Villa Concha                   | 22 de marzo | 15:30 | YouTube Win Sports                  |
| Alianza F. C.          | 1 : 0 | Orsomarso            | Municipal de Agustín Codazzi   | 22 de marzo | 15:50 | YouTube Win Sports                  |
| Independiente Medellín | 2 : 1 | Atlético Bucaramanga | Metropolitano Ciudad de Itagüí | 22 de marzo | 17:00 | YouTube Win Sports                  |
| Santa Fe               | 2 : 0 | Internacional F. C.  | Nemesio Camacho El Campín      | 22 de marzo | 17:30 | Señal Colombia y YouTube Win Sports |
| Fortaleza CEIF         | 1 : 3 | Deportivo Cali       | Metropolitano de Techo         | 23 de marzo | 15:00 | YouTube Win Sports                  |
| América de Cali        | 1 : 1 | Atlético Nacional    | Olímpico Pascual Guerrero      | 24 de marzo | 14:00 | Win Sports                          |
| Junior                 | 4 : 4 | Millonarios          | Romelio Martínez               | 24 de marzo | 17:00 | YouTube Win Sports                  |

| Once Caldas          | 2 : 0 | Real Santander         | Palogrande                | 27 de marzo | 20:30 | YouTube Win Sports                  |
| Atlético Nacional    | 3 : 1 | Alianza F. C.          | Atanasio Girardot         | 28 de marzo | 17:30 | YouTube Win Sports                  |
| Deportivo Pasto      | 1 : 0 | Independiente Medellín | Departamental Libertad    | 29 de marzo | 15:00 | YouTube Win Sports                  |
| Deportivo Cali       | 2 : 0 | Santa Fe               | Deportivo Cali            | 29 de marzo | 16:00 | Señal Colombia y YouTube Win Sports |
| Atlético Bucaramanga | 0 : 1 | Internacional F. C.    | Álvaro Gómez Hurtado      | 29 de marzo | 16:00 | Win Sports                          |
| Orsomarso            | 1 : 1 | América de Cali        | Municipal Raúl Miranda    | 29 de marzo | 19:00 | YouTube Win Sports                  |
| Junior               | 1 : 3 | La Equidad             | Romelio Martínez          | 30 de marzo | 16:00 | YouTube Win Sports                  |
| Millonarios          | 3 : 0 | Fortaleza CEIF         | Nemesio Camacho El Campín | 30 de marzo | 18:00 | YouTube Win Sports                  |

| Fortaleza CEIF      | 1 : 1 | Atlético Bucaramanga   | Metropolitano de Techo       | 7 de abril  | 15:00 | YouTube Win Sports                  |
| Real Santander      | 1 : 1 | Junior                 | Villa Concha                 | 7 de abril  | 15:00 | YouTube Win Sports                  |
| Internacional F. C. | 0 : 0 | Atlético Nacional      | Francisco Rivera Escobar     | 9 de abril  | 15:30 | YouTube Win Sports                  |
| Deportivo Cali      | 5 : 1 | Millonarios            | Deportivo Cali               | 9 de abril  | 17:30 | Win Sports y Win+ Fútbol            |
| La Equidad          | 1 : 0 | Deportivo Pasto        | Metropolitano de Techo       | 10 de abril | 16:00 | YouTube Win Sports                  |
| Alianza F. C.       | 1 : 3 | Once Caldas            | Municipal de Agustín Codazzi | 12 de abril | 15:50 | YouTube Win Sports                  |
| América de Cali     | 2 : 0 | Independiente Medellín | Olímpico Pascual Guerrero    | 12 de abril | 16:00 | Señal Colombia y YouTube Win Sports |
| Santa Fe            | 1 : 0 | Orsomarso              | Nemesio Camacho El Campín    | 14 de abril | 16:00 | YouTube Win Sports                  |

| Fortaleza CEIF         | 1 : 1 | Real Santander      | Metropolitano de Techo         | 13 de abril | 14:00 | Win Sports                          |
| Junior                 | 1 : 1 | Internacional F. C. | Romelio Martínez               | 13 de abril | 17:00 | YouTube Win Sports                  |
| Deportivo Pasto        | 0 : 0 | Deportivo Cali      | Departamental Libertad         | 14 de abril | 15:30 | YouTube Win Sports                  |
| Millonarios            | 1 : 1 | La Equidad          | Nemesio Camacho El Campín      | 15 de abril | 15:00 | YouTube Win Sports                  |
| Atlético Bucaramanga   | 0 : 1 | América de Cali     | Álvaro Gómez Hurtado           | 17 de abril | 14:00 | YouTube Win Sports                  |
| Orsomarso              | 3 : 0 | Once Caldas         | Municipal Raúl Miranda         | 20 de abril | 15:00 | YouTube Win Sports                  |
| Independiente Medellín | 5 : 0 | Alianza F. C.       | Metropolitano Ciudad de Itagüí | 21 de abril | 17:00 | Señal Colombia y YouTube Win Sports |
| Atlético Nacional      | 1 : 1 | Santa Fe            | Polideportivo Sur              | 5 de junio  | 15:00 | YouTube Win Sports                  |

| Real Santander      | 0 : 1 | Atlético Bucaramanga   | Villa Concha                 | 26 de abril | 15:00 | YouTube Win Sports                  |
| Santa Fe            | 2 : 0 | Millonarios            | Nemesio Camacho El Campín    | 27 de abril | 11:00 | Win Sports                          |
| Alianza F. C.       | 2 : 5 | Junior                 | Municipal de Agustín Codazzi | 27 de abril | 15:50 | YouTube Win Sports                  |
| La Equidad          | 2 : 0 | Fortaleza CEIF         | Metropolitano de Techo       | 28 de abril | 15:00 | YouTube Win Sports                  |
| Internacional F. C. | 1 : 0 | Orsomarso              | Doce de Octubre              | 28 de abril | 15:00 | YouTube Win Sports                  |
| Atlético Nacional   | 2 : 0 | Independiente Medellín | Atanasio Girardot            | 30 de abril | 19:00 | Señal Colombia y YouTube Win Sports |
| Once Caldas         | 1 : 2 | Deportivo Pasto        | Palogrande                   | 31 de mayo  | 19:00 | YouTube Win Sports                  |
| América de Cali     | 0 : 2 | Deportivo Cali         | Olímpico Pascual Guerrero    | 12 de junio | 15:00 | YouTube Win Sports                  |

| Fortaleza CEIF         | 1 : 0 | Alianza F. C.       | Parque Estadio Olaya Herrera   | 3 de mayo | 14:00 | YouTube Win Sports                  |
| Atlético Bucaramanga   | 0 : 0 | Once Caldas         | Álvaro Gómez Hurtado           | 3 de mayo | 14:00 | YouTube Win Sports                  |
| Junior                 | 1 : 2 | América de Cali     | Metropolitano Roberto Meléndez | 3 de mayo | 17:30 | Señal Colombia y YouTube Win Sports |
| Deportivo Pasto        | 2 : 3 | Orsomarso           | Departamental Libertad         | 4 de mayo | 17:00 | YouTube Win Sports                  |
| Deportivo Cali         | 2 : 0 | Real Santander      | Deportivo Cali                 | 4 de mayo | 18:00 | YouTube Win Sports                  |
| Millonarios            | 1 : 1 | Internacional F. C. | Metropolitano de Techo         | 5 de mayo | 15:00 | YouTube Win Sports                  |
| La Equidad             | 1 : 1 | Atlético Nacional   | Metropolitano de Techo         | 6 de mayo | 15:30 | Win Sports                          |
| Independiente Medellín | 1 : 2 | Santa Fe            | Metropolitano Ciudad de Itagüí | 6 de mayo | 16:00 | YouTube Win Sports                  |

| Internacional F. C. | 3 : 1 | Independiente Medellín | Doce de Octubre                | 10 de mayo | 15:30 | YouTube Win Sports                  |
| Alianza F. C.       | 0 : 0 | Atlético Bucaramanga   | Municipal de Agustín Codazzi   | 10 de mayo | 15:50 | YouTube Win Sports                  |
| Santa Fe            | 2 : 1 | La Equidad             | Nemesio Camacho El Campín      | 10 de mayo | 16:30 | Win Sports                          |
| América de Cali     | 1 : 1 | Deportivo Pasto        | Hernando Azcárate Martínez     | 11 de mayo | 15:30 | YouTube Win Sports                  |
| Once Caldas         | 1 : 1 | Fortaleza CEIF         | Palogrande                     | 12 de mayo | 15:00 | YouTube Win Sports                  |
| Atlético Nacional   | 1 : 0 | Junior                 | Metropolitano Ciudad de Itagüí | 12 de mayo | 15:00 | Señal Colombia y YouTube Win Sports |
| Real Santander      | 0 : 0 | Millonarios            | Villa Concha                   | 13 de mayo | 15:00 | YouTube Win Sports                  |
| Orsomarso           | 0 : 1 | Deportivo Cali         | Municipal Raúl Miranda         | 1 de junio | 15:00 | YouTube Win Sports                  |

| Junior                 | 0 : 0 | Once Caldas       | Metropolitano Roberto Meléndez | 16 de mayo | 20:30 | YouTube Win Sports                  |
| La Equidad             | 1 : 2 | América de Cali   | Metropolitano de Techo         | 17 de mayo | 13:00 | YouTube Win Sports                  |
| Deportivo Cali         | 1 : 0 | Alianza F. C.     | Deportivo Cali                 | 17 de mayo | 14:30 | Win Sports                          |
| Atlético Bucaramanga   | 1 : 1 | Orsomarso         | Álvaro Gómez Hurtado           | 17 de mayo | 15:00 | YouTube Win Sports                  |
| Internacional F. C.    | 2 : 1 | Deportivo Pasto   | Doce de Octubre                | 17 de mayo | 15:30 | YouTube Win Sports                  |
| Independiente Medellín | 1 : 0 | Real Santander    | Atanasio Girardot              | 18 de mayo | 16:00 | YouTube Win Sports                  |
| Millonarios            | 1 : 3 | Atlético Nacional | Metropolitano de Techo         | 19 de mayo | 15:00 | Señal Colombia y YouTube Win Sports |
| Fortaleza CEIF         | 1 : 6 | Santa Fe          | Metropolitano de Techo         | 20 de mayo | 15:00 | YouTube Win Sports                  |

| Santa Fe             | 6 : 0 | Junior                 | Metropolitano de Techo       | 23 de mayo | 15:00 | Win Sports         |
| Deportivo Pasto      | 4 : 0 | Fortaleza CEIF         | Departamental Libertad       | 24 de mayo | 15:00 | YouTube Win Sports |
| Atlético Nacional    | 0 : 2 | Deportivo Cali         | Atanasio Girardot            | 24 de mayo | 15:00 | YouTube Win Sports |
| Alianza F. C.        | 1 : 2 | Internacional F. C.    | Municipal de Agustín Codazzi | 24 de mayo | 15:50 | YouTube Win Sports |
| América de Cali      | 1 : 1 | Real Santander         | Olímpico Pascual Guerrero    | 25 de mayo | 13:00 | YouTube Win Sports |
| Orsomarso            | 1 : 0 | La Equidad             | Municipal Raúl Miranda       | 25 de mayo | 17:00 | YouTube Win Sports |
| Once Caldas          | 0 : 2 | Independiente Medellín | Palogrande                   | 26 de mayo | 15:00 | YouTube Win Sports |
| Atlético Bucaramanga | 0 : 1 | Millonarios            | Álvaro Gómez Hurtado         | 26 de mayo | 15:00 | YouTube Win Sports |

| Deportivo Cali         | 5 : 0 | Atlético Bucaramanga | Deportivo Cali                 | 7 de junio  | 15:00 | YouTube Win Sports                  |
| Real Santander         | 1 : 3 | Orsomarso            | Villa Concha                   | 7 de junio  | 15:00 | YouTube Win Sports                  |
| Internacional F. C.    | 1 : 0 | América de Cali      | Francisco Rivera Escobar       | 7 de junio  | 18:00 | YouTube Win Sports                  |
| Fortaleza CEIF         | 0 : 1 | La Equidad           | Metropolitano de Techo         | 8 de junio  | 14:00 | YouTube Win Sports                  |
| Independiente Medellín | 1 : 1 | Atlético Nacional    | Metropolitano Ciudad de Itagüí | 8 de junio  | 14:00 | Win Sports                          |
| Millonarios            | 3 : 1 | Santa Fe             | Metropolitano de Techo         | 9 de junio  | 16:00 | Señal Colombia y YouTube Win Sports |
| Junior                 | 4 : 3 | Alianza F. C.        | Romelio Martínez               | 10 de junio | 16:00 | YouTube Win Sports                  |
| Deportivo Pasto        | 2 : 2 | Once Caldas          | Departamental Libertad         | 11 de junio | 16:00 | YouTube Win Sports                  |

| Alianza F. C.        | 0 : 3 | Millonarios            | Municipal de Agustín Codazzi | 14 de junio | 15:50 | YouTube Win Sports                  |
| Once Caldas          | 2 : 2 | América de Cali        | Palogrande                   | 15 de junio | 15:00 | YouTube Win Sports                  |
| Atlético Bucaramanga | 1 : 1 | Real Santander         | Álvaro Gómez Hurtado         | 15 de junio | 15:00 | YouTube Win Sports                  |
| Orsomarso            | 1 : 1 | Atlético Nacional      | Municipal Raúl Miranda       | 15 de junio | 15:00 | Win Sports                          |
| La Equidad           | 0 : 0 | Independiente Medellín | Metropolitano de Techo       | 15 de junio | 18:00 | YouTube Win Sports                  |
| Deportivo Cali       | 4 : 1 | Internacional F. C.    | Deportivo Cali               | 16 de junio | 15:00 | Señal Colombia y YouTube Win Sports |
| Santa Fe             | 1 : 2 | Deportivo Pasto        | Nemesio Camacho El Campín    | 16 de junio | 15:25 | YouTube Win Sports                  |
| Fortaleza CEIF       | 1 : 0 | Junior                 | Metropolitano de Techo       | 17 de junio | 14:00 | YouTube Win Sports                  |

| Real Santander         | 3 : 2 | Alianza F. C.        | Villa Concha                      | 21 de junio | 15:00 | Win Play y YouTube Win Sports             |
| América de Cali        | 0 : 1 | Santa Fe             | Olímpico Pascual Guerrero         | 21 de junio | 17:00 | Señal Colombia y YouTube Win Sports       |
| Millonarios            | 4 : 0 | Once Caldas          | Metropolitano de Techo            | 21 de junio | 17:00 | Win Sports y Win+ Fútbol                  |
| Junior                 | 2 : 6 | Orsomarso            | Romelio Martínez                  | 21 de junio | 17:00 | Win Sports, Win Play y YouTube Win Sports |
| Independiente Medellín | 2 : 1 | Deportivo Cali       | Polideportivo Óscar López Escobar | 21 de junio | 17:00 | Win Sports, Win Play y YouTube Win Sports |
| Deportivo Pasto        | 1 : 0 | Atlético Bucaramanga | Departamental Libertad            | 21 de junio | 17:00 | Win Sports, Win Play y YouTube Win Sports |
| Internacional F. C.    | 0 : 2 | La Equidad           | Francisco Rivera Escobar          | 21 de junio | 17:00 | Win Sports, Win Play y YouTube Win Sports |
| Atlético Nacional      | 1 : 1 | Fortaleza CEIF       | Atanasio Girardot                 | 21 de junio | 17:00 | Win Sports, Win Play y YouTube Win Sports |

## Cuadrangulares
- La hora de cada encuentro corresponde al huso horario que rige a Colombia (UTC-5).

Al finalizar la primera fase del campeonato —también denominada «Todos contra todos»—, los ocho equipos con mayor puntaje disputarán la segunda fase, los cuadrangulares, cuyo sorteo se llevó a cabo el día 26 de junio a las 18:30 horas.
Para los cuadrangulares los ocho equipos clasificados se dividieron en dos grupos de igual número de participantes, donde los equipos que ocuparon el primer y segundo puesto en la fase de todos contra todos fueron sembrados como cabezas de serie del Grupo A y Grupo B, respectivamente, mientras que los otros seis clasificados fueron ubicados por sorteo en los dos grupos.
Tras tener cada grupo formado con sus cuatro equipos participantes, se llevarán a cabo enfrentamientos con el formato todos contra todos, a ida y vuelta, dando como resultado seis fechas en disputa. Los dos mejores equipos de cada grupo al final de las seis fechas avanzarán a las semifinales del campeonato.
En esta fase, los equipos cabeza de serie (Deportivo Cali y Santa Fe) tendrán ventaja deportiva sobre sus rivales de grupo dado que en caso de un empate en puntos, la posición será decidida a favor del equipo cabeza de serie por haber ocupado la mejor posición en la fase todos contra todos.
|  |                                            |
|  | Clasificados a las semifinales del torneo. |
|  | Eliminados.                                |

### Grupo A
| Pos. | Equipo                 | Pts. | PJ | G | E | P | GF | GC | Dif. |  |
| ---- | ---------------------- | ---- | -- | - | - | - | -- | -- | ---- |  |
| 1    | Orsomarso              | 8    | 4  | 2 | 2 | 0 | 6  | 1  | +5   |  |
| 2    | Deportivo Cali         | 6    | 4  | 1 | 3 | 0 | 5  | 2  | +3   |  |
| 3    | Independiente Medellín | 4    | 4  | 1 | 1 | 2 | 4  | 9  | −5   |  |
| 4    | Internacional F. C.    | 2    | 4  | 0 | 2 | 2 | 2  | 5  | −3   |  |

| Equipo / Jornada       | 1 | 2 | 3 | 4 | 5 | 6 |
| ---------------------- | - | - | - | - | - | - |
| Orsomarso              | 3 | 1 | 1 | 1 |   |   |
| Deportivo Cali         | 2 | 3 | 2 | 2 |   |   |
| Independiente Medellín | 1 | 2 | 3 | 3 |   |   |
| Internacional F. C.    | 4 | 4 | 4 | 4 |   |   |

| Primera | Orsomarso              | 1 : 1 | Deportivo Cali         | Municipal Raúl Miranda         | 5 de agosto  | 16:00       | Señal Colombia y YouTube Win Sports |
| Primera | Internacional F. C.    | 2 : 3 | Independiente Medellín | Francisco Rivera Escobar       | 5 de agosto  | 17:00       | YouTube Win Sports                  |
| Segunda | Independiente Medellín | 0 : 3 | Orsomarso              | Metropolitano Ciudad de Itagüí | 9 de agosto  | 13:00       | Señal Colombia y YouTube Win Sports |
| Segunda | Deportivo Cali         | 0 : 0 | Internacional F. C.    | Deportivo Cali                 | 9 de agosto  | 16:00       | YouTube Win Sports                  |
| Tercera | Orsomarso              | 2 : 0 | Internacional F. C.    | Municipal Raúl Miranda         | 13 de agosto | 16:00       | YouTube Win Sports                  |
| Tercera | Independiente Medellín | 0 : 3 | Deportivo Cali         | Atanasio Girardot              | 14 de agosto | 19:30       | Win Sports                          |
| Cuarta  | Deportivo Cali         | 1 : 1 | Independiente Medellín | Deportivo Cali                 | 20 de agosto | 16:00       | Señal Colombia y YouTube Win Sports |
| Cuarta  | Internacional F. C.    | 0 : 0 | Orsomarso              | Francisco Rivera Escobar       | 20 de agosto | 16:00       | YouTube Win Sports                  |
| Quinta  | Orsomarso              | vs.   | Independiente Medellín | Municipal Raúl Miranda         | 23 de agosto | 15:00       | Por definir                         |
| Quinta  | Internacional F. C.    | vs.   | Deportivo Cali         | Francisco Rivera Escobar       | 23 de agosto | 16:00       | Por definir                         |
| Sexta   | Independiente Medellín | vs.   | Internacional F. C.    | Metropolitano Ciudad de Itagüí | Por definir  | Por definir | Por definir                         |
| Sexta   | Deportivo Cali         | vs.   | Orsomarso              | Deportivo Cali                 | Por definir  | Por definir | Por definir                         |

### Grupo B
| Pos. | Equipo            | Pts. | PJ | G | E | P | GF | GC | Dif. |  |
| ---- | ----------------- | ---- | -- | - | - | - | -- | -- | ---- |  |
| 1    | Atlético Nacional | 9    | 3  | 3 | 0 | 0 | 7  | 1  | +6   |  |
| 2    | América de Cali   | 4    | 3  | 1 | 1 | 1 | 3  | 5  | −2   |  |
| 3    | Santa Fe          | 3    | 3  | 1 | 0 | 2 | 1  | 3  | −2   |  |
| 4    | Millonarios       | 1    | 3  | 0 | 1 | 2 | 3  | 5  | −2   |  |

| Equipo / Jornada  | 1 | 2 | 3 | 4 | 5 | 6 |
| ----------------- | - | - | - | - | - | - |
| Atlético Nacional | 1 | 1 | 1 | 1 |   |   |
| América de Cali   | 2 | 3 | 2 |   |   |   |
| Santa Fe          | 4 | 4 | 4 |   |   |   |
| Millonarios       | 3 | 2 | 3 |   |   |   |

1. 1 2  El partido Santa Fe vs. Millonarios por la segunda (2ª) fecha fue aplazado y se jugó el 18 de agosto, días antes de la disputa de la cuarta (4ª) fecha.

| Primera | Millonarios       | 2 : 2 | América de Cali   | Metropolitano de Techo         | 3 de agosto  | 16:00       | Win Sports                          |
| Primera | Atlético Nacional | 2 : 0 | Santa Fe          | Metropolitano Ciudad de Itagüí | 5 de agosto  | 14:00       | Señal Colombia y YouTube Win Sports |
| Segunda | América de Cali   | 0 : 3 | Atlético Nacional | Olímpico Pascual Guerrero      | 9 de agosto  | 20:00       | Win Sports                          |
| Segunda | Santa Fe          | 1 : 0 | Millonarios       | Metropolitano de Techo         | 18 de agosto | 16:00       | Señal Colombia y YouTube Win Sports |
| Tercera | Santa Fe          | 0 : 1 | América de Cali   | Nemesio Camacho El Campín      | 13 de agosto | 17:00       | Señal Colombia y YouTube Win Sports |
| Tercera | Millonarios       | 1 : 2 | Atlético Nacional | Metropolitano de Techo         | 14 de agosto | 15:00       | Señal Colombia y YouTube Win Sports |
| Cuarta  | Atlético Nacional | vs.   | Millonarios       | Atanasio Girardot              | 21 de agosto | 17:00       | Señal Colombia y YouTube Win Sports |
| Cuarta  | América de Cali   | vs.   | Santa Fe          | Olímpico Pascual Guerrero      | 21 de agosto | 18:10       | Win Sports                          |
| Quinta  | Atlético Nacional | vs.   | América de Cali   | Atanasio Girardot              | 24 de agosto | 16:10       | Por definir                         |
| Quinta  | Millonarios       | vs.   | Santa Fe          | Metropolitano de Techo         | 24 de agosto | 16:10       | Por definir                         |
| Sexta   | América de Cali   | vs.   | Millonarios       | Olímpico Pascual Guerrero      | Por definir  | Por definir | Por definir                         |
| Sexta   | Santa Fe          | vs.   | Atlético Nacional | Nemesio Camacho El Campín      | Por definir  | Por definir | Por definir                         |

## Fase final
- La hora de cada encuentro corresponde al huso horario que rige a Colombia (UTC-5).

### Cuadro final
|  | Semifinales                                              | Semifinales                                              | Semifinales                                              | Semifinales                                              | Semifinales                                              |  |  | Final                                                          | Final                                                          | Final                                                          | Final                                                          | Final                                                          |  |
|  | 27 de agosto de 2025 (ida) 31 de agosto de 2025 (vuelta) | 27 de agosto de 2025 (ida) 31 de agosto de 2025 (vuelta) | 27 de agosto de 2025 (ida) 31 de agosto de 2025 (vuelta) | 27 de agosto de 2025 (ida) 31 de agosto de 2025 (vuelta) | 27 de agosto de 2025 (ida) 31 de agosto de 2025 (vuelta) |  |  | 3 de septiembre de 2025 (ida) 7 de septiembre de 2025 (vuelta) | 3 de septiembre de 2025 (ida) 7 de septiembre de 2025 (vuelta) | 3 de septiembre de 2025 (ida) 7 de septiembre de 2025 (vuelta) | 3 de septiembre de 2025 (ida) 7 de septiembre de 2025 (vuelta) | 3 de septiembre de 2025 (ida) 7 de septiembre de 2025 (vuelta) |  |
|  |                                                          |                                                          |                                                          |                                                          |                                                          |  |  |                                                                |                                                                |                                                                |                                                                |                                                                |  |
|  |                                                          |                                                          |                                                          |                                                          |                                                          |  |  |                                                                |                                                                |                                                                |                                                                |                                                                |  |
|  | 1A                                                       | 1.° Grupo A                                              |                                                          |                                                          |                                                          |  |  |                                                                |                                                                |                                                                |                                                                |                                                                |  |
|  | 1A                                                       | 1.° Grupo A                                              |                                                          |                                                          |                                                          |  |  |                                                                |                                                                |                                                                |                                                                |                                                                |  |
|  | 2B                                                       | 2.° Grupo B                                              |                                                          |                                                          |                                                          |  |  |                                                                |                                                                |                                                                |                                                                |                                                                |  |
|  | 2B                                                       | 2.° Grupo B                                              | Bandera de ?                                             |                                                          |                                                          |  |  |                                                                |                                                                |                                                                |                                                                |                                                                |  |
|  |                                                          |                                                          |                                                          |                                                          |                                                          |  |  |                                                                |                                                                |                                                                |                                                                |                                                                |  |
|  |                                                          |                                                          | Bandera de ?                                             |                                                          |                                                          |  |  |                                                                |                                                                |                                                                |                                                                |                                                                |  |
|  | 1B                                                       | 1.° Grupo B                                              |                                                          |                                                          |                                                          |  |  |                                                                |                                                                |                                                                |                                                                |                                                                |  |
|  | 1B                                                       | 1.° Grupo B                                              |                                                          |                                                          |                                                          |  |  |                                                                |                                                                |                                                                |                                                                |                                                                |  |
|  | 2A                                                       | 2.° Grupo A                                              |                                                          |                                                          |                                                          |  |  |                                                                |                                                                |                                                                |                                                                |                                                                |  |
|  | 2A                                                       | 2.° Grupo A                                              |                                                          |                                                          |                                                          |  |  |                                                                |                                                                |                                                                |                                                                |                                                                |  |
|  |                                                          |                                                          |                                                          |                                                          |                                                          |  |  |                                                                |                                                                |                                                                |                                                                |                                                                |  |

- Nota: El equipo ubicado en la primera línea de cada llave es el que ejerce la localía en el partido de vuelta.

### Semifinales
| 27 de agosto de 2025 | 2.° Grupo B | vs. | 1.° Grupo A |          |  |
|                      |             |     |             | Árbitra: |  |

| 31 de agosto de 2025 | 1.° Grupo A | vs. | 2.° Grupo B |          |  |
|                      |             |     |             | Árbitra: |  |

| 27 de agosto de 2025 | 2.° Grupo A | vs. | 1.° Grupo B |          |  |
|                      |             |     |             | Árbitra: |  |

| 31 de agosto de 2025 | 1.° Grupo B | vs. | 2.° Grupo A |          |  |
|                      |             |     |             | Árbitra: |  |

### Final
| 3 de septiembre de 2025 | Por definir | vs. | Por definir |          |  |
|                         |             |     |             | Árbitra: |  |

| 7 de septiembre de 2025 | Por definir | vs. | Por definir |          |  |
|                         |             |     |             | Árbitra: |  |

## Tabla de reclasificación
| Pos. | Equipo                 | Pts. | PJ | G  | E | P  | GF | GC | Dif. |
| ---- | ---------------------- | ---- | -- | -- | - | -- | -- | -- | ---- |
| 1    | Deportivo Cali         | 44   | 20 | 13 | 5 | 2  | 40 | 9  | +31  |
| 2    | Santa Fe               | 38   | 19 | 12 | 2 | 5  | 33 | 15 | +18  |
| 3    | Atlético Nacional      | 38   | 19 | 10 | 8 | 1  | 29 | 11 | +18  |
| 4    | Orsomarso              | 33   | 20 | 9  | 6 | 5  | 29 | 15 | +14  |
| 5    | Independiente Medellín | 33   | 20 | 10 | 3 | 7  | 28 | 23 | +5   |
| 6    | América de Cali        | 30   | 19 | 8  | 6 | 5  | 22 | 18 | +4   |
| 7    | Internacional F. C.    | 29   | 20 | 8  | 5 | 7  | 21 | 23 | −2   |
| 8    | Millonarios            | 25   | 19 | 6  | 7 | 6  | 28 | 25 | +3   |
| 9    | La Equidad             | 24   | 16 | 6  | 6 | 4  | 14 | 9  | +5   |
| 10   | Deportivo Pasto        | 23   | 16 | 6  | 5 | 5  | 21 | 17 | +4   |
| 11   | Junior                 | 14   | 16 | 3  | 5 | 8  | 21 | 37 | −16  |
| 12   | Real Santander         | 13   | 16 | 2  | 7 | 7  | 9  | 18 | −9   |
| 13   | Once Caldas            | 12   | 16 | 2  | 6 | 8  | 11 | 23 | −12  |
| 14   | Alianza F. C.          | 10   | 16 | 3  | 1 | 12 | 15 | 37 | −22  |
| 15   | Fortaleza CEIF         | 10   | 16 | 2  | 4 | 10 | 12 | 37 | −25  |
| 16   | Atlético Bucaramanga   | 9    | 16 | 1  | 6 | 9  | 5  | 22 | −17  |

Actualizado a los partidos jugados el 20 de agosto de 2025.
 Fuente: Dimayor

## Estadísticas

### Goleadoras
| María Carvajal                              | Orsomarso              | 11 | 19 | 0.58 |
| Ingrid Guerra                               | Deportivo Cali         | 8  | 14 | 0.57 |
| Valentina Rojas                             | Independiente Medellín | 8  | 17 | 0.47 |
| Elexa Bahr                                  | América de Cali        | 8  | 19 | 0.42 |
| Karen Castellanos                           | Millonarios            | 8  | 19 | 0.42 |
| Mariana Zamorano                            | Santa Fe               | 7  | 16 | 0.44 |
| Ana Milé González                           | Independiente Medellín | 7  | 19 | 0.37 |
| Valerin Loboa                               | Deportivo Cali         | 6  | 14 | 0.43 |
| Isabela Sánchez                             | Internacional F. C.    | 6  | 17 | 0.35 |
| Manuela González                            | Atlético Nacional      | 6  | 19 | 0.32 |
| Última actualización: 18 de agosto de 2025. |                        |    |    |      |

Fuente: Dimayor

## Clasificación a torneos internacionales
| Clasificado como | Copa Libertadores Femenina 2025                  |
| ---------------- | ------------------------------------------------ |
| Colombia 1       | Campeona de la Liga Profesional Femenina 2025    |
| Colombia 2       | Subcampeona de la Liga Profesional Femenina 2025 |